# Montagne-aux-Buis
La Montagne-aux-Buis appelée aussi Montagne-au-Buis ou Tienne aux Pauquis est une colline calcaire de la commune de Viroinval (province de Namur) située en Belgique entre les villages de Nismes, Dourbes et Mariembourg.
Elle fait partie avec la Roche à Lomme d'un ensemble repris au Patrimoine immobilier exceptionnel de la Région wallonne depuis 2009.

## Situation et accès
La Montagne-aux-Buis se situe sur le versant nord de la vallée de l'Eau Blanche quelques hectomètres avec sa confluence avec  l'Eau Noire formant le Viroin. L'accès à la colline peut se faire soit depuis le village de Dourbes par un chemin empierré (prolongeant la rue de Mariembourg) soit depuis le village de Nismes via la Voye des Pauquîs.
La colline marque la limite nord de la région géologique de la Calestienne. Elle se prolonge au nord par le Franc-Bois, grand espace boisé appartenant à la commune de Philippeville et se rapportant à la région géologique de Fagne-Famenne.

## Description
Cette colline de forme circulaire appelée localement tienne couvre une superficie d'environ 53 ha. Le sommet atteint l'altitude de 230 m soit environ 75 mètres au-dessus du niveau de l'Eau Blanche. Cette colline est reprise comme site de grand intérêt biologique.

## Faune et flore
La colline abrite d'innombrables espèces rares de papillons, punaises, araignées, criquets et oiseaux comme la gélinotte des bois (Tetrastes bonasia).
Considérée comme un des sites calcaires majeurs de Wallonie, la colline est avant tout couverte de buis (pauquîs en wallon local) dont la propagation est contrôlée par l'ASBL Ardenne et Gaume ,, mais possède aussi une flore remarquable. En outre, on y trouve l'anémone pulsatille (Pulsatilla vulgaris), l'orchis odorant (Gymnadenia odoratissima), la véronique couchée (Veronica prostrata scheereri) et le géranium sanguin (Geranium sanguineum).

## Classement
Le site formé avec la Roche à Lomme voisine est repris sur la liste du patrimoine immobilier classé de Viroinval depuis le 20 octobre 1947 ainsi que sur la liste du patrimoine exceptionnel de la Région wallonne depuis 2009. 
 Patrimoine exceptionnel (2009, no 93090-PEX-0001-03)